# راجندرا پراساد (بازیگر)
راجندرا پراساد (انگلیسی: Rajendra Prasad؛ زادهٔ ۱۹ ژوئیهٔ ۱۹۵۶) هنرپیشه اهل هند است.
از فیلم‌ها یا برنامه‌های تلویزیونی که وی در آن نقش داشته‌است می‌توان به رؤیا، یک رادا دو کریشنا است، امپراتور بدون تاج‌وتخت، او درنگ نخواهد کرد، جولای، بازیگر بزرگ، پسر ساتیامورتی، جایی در ویکنتاپورام، مرد ثروتمند، اوه عزیزم، جان‌سخت، سارق، تقدیم به پدرم، اون چهار نفر، فقط آن را بخواهید، آره من دارم ازدواج می‌کنم، مرد خوش‌تیپ کور، بابا و در خیابان‌های آسمان اشاره کرد.
وی همچنین برندهٔ جوایزی همچون جایزه ناندی شده‌است.